# Ferdinando Maria Pignatelli
Ferdinando Maria Pignatelli, C.R. (Nápoles, 9 de junho de 1770 – Palermo, 10 de maio de 1853 ) foi um clérigo católico romano italiano , arcebispo de Palermo e cardeal .

## vida
Nascido como filho do Príncipe de Monteroduni Giovanni Pignatelli e sua esposa Lucrezia Mormile, ele veio de uma antiga família nobre napolitana. Ele era parente do Papa Inocêncio XII e com os Cardeais Francesco Pignatelli, C.R., Francesco Maria Pignatelli e Domenico Pignatelli de Belmonte C.R..
Ferdinando Maria Pignatelli tornou -se cônego regular dos teatinos, estudou teologia em Gênova e foi ordenado sacerdote em 25 de maio de 1793. Em seguida, ensinou filosofia e teologia em várias casas religiosas, primeiro em Gênova, onde lecionou sobre a interpretação das Sagradas Escrituras, e depois em Nápoles. Durante a ocupação francesa manteve a vida de sua congregação com dificuldade e, após o retorno dos Bourbons, reuniu seus confrades dispersos ao seu redor. Em 20 de maio de 1824, tornou-se Superior Geral para o triênio 1824-1827 escolhido. Durante este tempo trabalhou para reunir os membros ainda dispersos da comunidade e para recuperar as casas religiosas que haviam sido confiscadas durante o período napoleônico. Com um breve do Papa Gregório XVI. a partir de 5 de fevereiro de 1836 foi novamente nomeado Superior Geral por três anos (1836-1839).
Em 3 de abril de 1838, Ferdinando Maria Pignatelli entrou ao serviço da Cúria como Consultor da Congregação Propaganda fide . O rei Fernando II das Duas Sicílias o nomeou arcebispo de Palermo em 3 de fevereiro de 1839. Preconizado em 21 de fevereiro do mesmo ano , o Cardeal Bispo do Porto e Santa Rufina Emmanuele de Gregorio o consagrou em 1º de abril de 1839; Co-consagradores foram o Patriarca Latino de Antioquia Antonio Luigi Piatti e o Arcebispo Ignazio Giovanni Cadolini. Em 15 de fevereiro de 1839, o Papa concedeu-lhe o doutorado em teologia.
No consistório de 8 de julho de 1839, o Papa Gregório XVI o aceitou. como Cardeal Sacerdote no Colégio dos Cardeais e conferiu-lhe Santa Maria della Vittoria como igreja titular em 11 de julho do mesmo ano. Ao mesmo tempo, Ferdinando Maria Pignatelli foi designado para as congregações para bispos e regulares , para residência de bispos, para imunidade eclesiástica e para indulgências. Como cardeal, Ferdinando Maria Pignatelli participou do conclave de 1846 do Papa Pio IX escolheu.
Ele morreu após 14 anos como bispo e foi sepultado na Catedral de Palermo.

## Link externo
- sylwetka w słowniku biograficznym kardynałów Salvadora Mirandy {{{2}}}
- Catholic Hierarchy {{{2}}}